# Animizam
Animizam (od lat. animus, duh, duša) je najstariji oblik ljudskog vjerovanja i religiozne svijesti čovjeka koji se javlja još u doba paleolitika a označava vjerovanje u prisutnost duhova u živim i neživim stvarima i pojavama, a u sebi, prema britanskom antropologu Sir Edward Burnett Tyloru, sadrži 'minimum definicije religije'. 
Animizam je danas raširen među mnogim ljudskim zajednicama širom svijeta, napose se očuvao kod raznih etničkih zajednica u Kini kao i u nekim djelovima Zapadne Afrike, a tragove mu nalazimo i u suvremenim kompleksnim religijama.